# Мельниковская, Ольга Николаевна
Ольга Николаевна Мельниковская (14 сентября 1921 — 15 апреля 2008) — советский и российский учёный-археолог, кандидат исторических наук (1965).
Основные научные интересы — ранний железный век Европейской части СССР. Автор более 40 научных работ, первый автор обобщающей работы о милоградской культуре.

## Биография
Родилась 14 сентября 1921 года в городе Сасово Тамбовской губернии, ныне Рязанской области.
В 1940 году поступила на кафедру археологии исторического факультета Ленинградского государственного университета. Окончить вуз не успела — началась Великая Отечественная война. Ольга Николаевна пережила блокаду Ленинграда, работала санитаркой в эвакогоспитале. Затем была эвакуирована в Саратов, откуда вернулась уже в Москву. В 1946 году окончила исторический факультет Московского государственного университета. С 1946 по 1977 год и с 1983 по 1988 год работала в Институте археологии Академии наук СССР. В 1964 году защитила кандидатскую диссертацию на тему «История племен раннего железного века Южной Белоруссии».
Участница археологических экспедиций. С 1957 по 1971 годы была начальником Гомельского, Юхновского и Деснинского отрядов Верхнеднепровской и Приднепровской экспедиций.
В 1984 году О. Н. Мельниковская опубликовала книгу воспоминаний «Судьба моя — счастливица». В Санкт-Петербургском филиале Архива РАН имеются документы, относящиеся к Ольге Мельниковской.
Умерла 15 апреля 2008 года.
Награждена орденом Отечественной войны 2-й степени и многими медалями. Была замужем за археологом Э. А. Сымоновичем.

## Научные труды
- Памятники палеолита Новгород-Северского района // Краткие сообщения Института истории материальной культуры. 1950. Вып. 31.
- Могильник у села Долинское Черниговской области // Краткие сообщения Института истории материальной культуры. 1950. Вып. 34.
- Археологические разведки на поселении у с. Цахнауцы // Краткие сообщения Института истории материальной культуры. 1954. Вып. 56.
- Древнейшие городища Южной Белоруссии // Краткие сообщения Института археологии. 1957. Вып. 70.
- Клад латенского времени из юго-восточной Белоруссии // Материалы по археологии БССР. Том 1. Минск, 1957.
- Могильник милоградской культуры в дер. Горошков в Южной Белоруссии // Советская археология. 1962. № 1.
- Поселение у деревни Барсуки на реке Соже // Краткие сообщения Института археологии. 1962. Вып. 87.
- О взаимосвязях милоградской и зарубинецкой культур в Южной Белоруссии // Советская археология. 1963. № 1.
- Памятники раннего железного века Юго-Восточной Белоруссии (милоградская культура) // Краткие сообщения Института археологии. 1963. Вып. 94.
- Племена Южной Белоруссии в раннем железном веке. М., 1967 Рецензия В. В. Седова // Советская археология. 1970. № 2.
- Рецензия на книгу: Загорульский Э.М. Археология Белоруссии. Минск, 1965 // Советская археология. 1968. № 3 (в соавторстве с Л. В. Алексеевым)
- Первые сведения о погребальном обряде у племен юхновской культуры // Древние славяне и их соседи. Сборник к 60-летию П. Н. Третьякова / Материалы и исследования по археологии СССР. Вып. 176. М., 1970.
- Шабалиновское городище // Краткие сообщения Института археологии. 1975. Вып. 142.
- Раскопки поселения Комаровка в Посемье // Археология. Вып. 15. Киев, 1975.
- Обследование древнего Радомля // Краткие сообщения Института археологии. 1976. Вып. 146.
- Гончарный круг у населения юхновской культуры (в соавторстве с А. А. Бобринским) // Советская археология. 1977. № 2.
- Находка греческого веретена в памятниках юхновской культуры // Советская археология. 1977. № 3[6].